# Discografía de Tame Impala
La discografía de Tame Impala, proyecto de rock psicodélico del músico australiano Kevin Parker, consta de cuatro álbumes de estudio, dos álbumes en vivo, cuatro extended plays (EPs), veintidós sencillos y varias colaboraciones y apariciones en discos recopilatorios.
Tame Impala se formó en Perth en 2007 después de que las grabaciones caseras de Parker en Myspace llamaran la atención del sello discográfico independiente Modular Recordings. La banda firmó con Modular en medio de una guerra de ofertas y el EP debut homónimo de la banda fue lanzado en septiembre de 2008 con gran éxito nacional;   encabezó la lista de sellos discográficos independientes de Australia y alcanzó el décimo puesto en la lista de sencillos australianos,  además de recibir críticas positivas generalizadas. El álbum de estudio debut de Tame Impala, Innerspeaker, se lanzó en mayo de 2010 y recibió reconocimiento internacional,   además de alcanzar el cuarto puesto en la Australian Album Charts y aparecer en las listas nacionales de Bélgica, Países Bajos y Reino Unido. Posteriormente, Innerspeaker fue nominado a tres premios musicales de la Asociación de la Industria Discográfica Australiana (ARIA),  fue certificado Oro por la ARIA y ganó el galardón al mejor álbum tanto en los premios Rolling Stone como en los J Awards en 2011.  
Lonerism, el segundo álbum de estudio de Tame Impala, fue lanzado en octubre de 2012. El álbum recibió "aclamación universal" según Metacritic,  y se ubicó en el top 40 en Australia, Bélgica, Irlanda, Nueva Zelanda, Reino Unido y Estados Unidos. Los tres sencillos de apoyo del álbum, “Elephant", "Feels Like We Only Go Backwards" y "Mind Mischief", fueron éxitos moderados, particularmente en EE. UU., donde "Elephant" alcanzó el octavo puesto en la lista Billboard Alternative Songs. Lonerism fue votado como el número uno en las listas de álbumes de fin de año de varias publicaciones, incluidas NME,  Loud and Quiet y FILTER .   Al igual que Innerspeaker, Lonerism recibió el galardón al mejor álbum en los premios Rolling Stone y J Awards;  desde entonces el álbum ha sido certificado Oro en Australia y Plata en el Reino Unido. También obtuvo una nominación al premio Grammy como Mejor Álbum de Música Alternativa en la 56ª edición anual de los Premios Grammy. 
El tercer álbum de estudio de Tame Impala, Currents, fue lanzado el 17 de julio de 2015.  Su cuarto álbum de estudio, The Slow Rush, fue lanzado casi 5 años después, el 14 de febrero de 2020.
Kevin Parker también produce música para diferentes artistas, utilizando su propio nombre. 

## Álbumes

### Álbumes de estudio
| Título                                                                                       | Detalles del álbum                                                                                               | Mejor posición | Mejor posición | Mejor posición | Mejor posición | Mejor posición | Mejor posición | Mejor posición | Mejor posición | Mejor posición | Mejor posición | Certificaciones                                                                         |
| Título                                                                                       | Detalles del álbum                                                                                               | AUS            | BEL (FL)       | FRA            | IRE            | NL             | NZ             | SWE            | SWI            | UK             | US             | Certificaciones                                                                         |
| -------------------------------------------------------------------------------------------- | --- | -------------- | -------------- | -------------- | -------------- | -------------- | -------------- | -------------- | -------------- | -------------- | -------------- | --------------------------------------------------------------------------------------- |
| Innerspeaker                                                                                 | - Lanzamiento: 21 de mayo de 2010 (AUS) - Discográfica: Modular - Formatos: 2×LP, CD, descarga digital           | 4              | 73             | —              | —              | 83             | —              | —              | —              | 144            | —              | - ARIA: Platino - BPI: Oro                                                              |
| Lonerism                                                                                     | - Lanzamiento: 5 de octubre de 2012 (AUS) - Discográfica: Modular - Formatos: 2×LP, CD, descarga digital         | 4              | 38             | 106            | 39             | 45             | 34             | 50             | 60             | 14             | 34             | - ARIA: Platino - BPI: Oro - MC: Oro - RMNZ: Oro                                        |
| Currents                                                                                     | - Lanzamiento: 17 de julio de 2015 - Discográficas: Modular, Interscope - Formatos: 2×LP, CD, descarga digital   | 1              | 9              | 16             | 7              | 1              | 7              | 34             | 11             | 3              | 4              | - ARIA: Platino - BPI: Platino - MC: Oro - RIAA: Platino - RMNZ: 3× Platino - SNEP: Oro |
| The Slow Rush                                                                                | - Lanzamiento: 14 de febrero de 2020 - Discográficas: Modular, Interscope - Formatos: 2×LP, CD, descarga digital | 1              | 2              | 11             | 3              | 2              | 3              | 8              | 3              | 3              | 3              | - ARIA: Platino - BPI: Oro - RIAA: Oro - RMNZ: Platino - SNEP: Oro                      |
| "—" denota una grabación que no figuraba en las listas o que no se publicó en ese territorio | |                |                |                |                |                |                |                |                |                |                |                                                                                         |

### Álbumes en vivo
| Título                                                                                       | Detalles del álbum                                                                           | Mejor posición | Mejor posición | Mejor posición | Mejor posición |
| Título                                                                                       | Detalles del álbum                                                                           | AUS            | NL             | UK             | US Vinilo      |
| -------------------------------------------------------------------------------------------- | -------------------------------------------------------------------------------------------- | -------------- | -------------- | -------------- | -------------- |
| Live at the Corner                                                                           | - Lanzamiento: 21 de mayo de 2010 (AUS) - Discográfica: Modular - Formatos: Descarga digital | —              | —              | —              | —              |
| Live Versions                                                                                | - Lanzamiento: 19 de abril de 2014 - Discográfica: Modular - Formatos: 12", descarga digital | 91             | 47             | 147            | 7              |
| "—" denota una grabación que no figuraba en las listas o que no se publicó en ese territorio |                                                                                              |                |                |                |                |

## Extended Plays (EPs)
| Título                                                                                       | Detalles | Mejor posición | Mejor posición | Mejor posición | Mejor posición |
| Título                                                                                       | Detalles | AUS            | UK<br> DL      | UK Indie       | US Vinilo      |
| -------------------------------------------------------------------------------------------- | --- | -------------- | -------------- | -------------- | -------------- |
| Tame Impala (H.I.T.S. 003)                                                                   | - Lanzamiento: 1 de septiembre de 2008 (AUS) - Discográfica: Hole in the Sky - Formatos: 12"                 | —              | —              | —              | —              |
| Tame Impala                                                                                  | - Lanzamiento: 8 de octubre de 2008 (AUS) - Discográfica: Modular - Formatos: 10", 12", CD, descarga digital | 82             | –              | 35             | 9              |
| Peace and Paranoia Tour 2013 (con The Flaming Lips)                                          | - Lanzamiento: 29 de octubre de 2013 (US) - Discográfica: Lovely Sort of Death - Formatos: 12"               | —              | —              | —              | —              |
| The Slow Rush B-Sides and Remixes                                                            | - Lanzamiento: 18 de febrero de 2022 - Discográfica: Island Records - Formatos: Streaming, descarga digital  | —              | 35             | —              | —              |
| "—" denota una grabación que no figuraba en las listas o que no se publicó en ese territorio | |                |                |                |                |

## Sencillos

### Como artista principal
| Título                                                                                       | Año  | Mejor posición | Mejor posición | Mejor posición | Mejor posición | Mejor posición | Mejor posición | Mejor posición | Mejor posición | Mejor posición | Mejor posición | Certificaciones                                                                                  | Álbum                                   |
| Título                                                                                       | Año  | AUS            | BEL (FL)       | CZR            | FRA            | IRE            | LTU            | NZ Hot         | POR            | UK             | US Rock        | Certificaciones                                                                                  | Álbum                                   |
| -------------------------------------------------------------------------------------------- | ---- | -------------- | -------------- | -------------- | -------------- | -------------- | -------------- | -------------- | -------------- | -------------- | -------------- | ------------------------------------------------------------------------------------------------ | --------------------------------------- |
| "Sundown Syndrome"                                                                           | 2009 | —              | —              | —              | —              | —              | —              | —              | —              | —              | —              |                                                                                                  | Sin álbum                               |
| "Solitude Is Bliss"                                                                          | 2010 | —              | —              | —              | —              | —              | —              | —              | —              | —              | —              | - ARIA: Oro                                                                                      | Innerspeaker                            |
| "Lucidity"                                                                                   | 2010 | —              | —              | —              | —              | —              | —              | —              | —              | —              | —              |                                                                                                  | Innerspeaker                            |
| "Expectation"                                                                                | 2010 | —              | —              | —              | —              | —              | —              | —              | —              | —              | —              |                                                                                                  | Innerspeaker                            |
| "Why Won't You Make Up Your Mind?"                                                           | 2011 | —              | —              | —              | —              | —              | —              | —              | —              | —              | —              |                                                                                                  | Innerspeaker                            |
| "Elephant"                                                                                   | 2012 | 77             | —              | —              | —              | —              | —              | —              | —              | 131            | 36             | - ARIA: Platino - BPI: Oro - MC: Oro - RIAA: Oro - RMNZ: Platino                                 | Lonerism                                |
| "Feels Like We Only Go Backwards"                                                            | 2012 | 74             | —              | —              | —              | —              | —              | —              | —              | —              | —              | - ARIA: 3× Platino - BPI: Oro - RIAA: Platino - RMNZ: Platino                                    | Lonerism                                |
| "Mind Mischief"                                                                              | 2013 | —              | —              | —              | —              | —              | —              | —              | —              | —              | —              | - ARIA: Oro                                                                                      | Lonerism                                |
| "Let It Happen"                                                                              | 2015 | 84             | 19             | —              | 152            | —              | —              | —              | —              | —              | 41             | - ARIA: 4× Platino - BPI: Platino - RIAA: Platino - RMNZ: 2× Platino                             | Currents                                |
| "'Cause I'm a Man"                                                                           | 2015 | 80             | —              | —              | —              | —              | —              | —              | —              | —              | —              | - ARIA: Oro - RIAA: Oro - RMNZ: Oro                                                              | Currents                                |
| "Eventually"                                                                                 | 2015 | —              | —              | —              | —              | —              | —              | —              | —              | —              | —              | - ARIA: 2× Platino - BPI: Plata - RIAA: Platino - RMNZ: Platino                                  | Currents                                |
| "The Less I Know the Better"                                                                 | 2015 | 17             | 23             | 55             | 195            | —              | 82             | —              | 180            | —              | 35             | - ARIA: 10× Platino - BEA: Oro - BPI: 2× Platino - MC: Oro - RIAA: 4× Platino - RMNZ: 5× Platino | Currents                                |
| "My Life" (con Zhu)                                                                          | 2018 | —              | —              | —              | —              | —              | —              | —              | —              | —              | —              |                                                                                                  | Ringos Desert                           |
| "Patience"                                                                                   | 2019 | 63             | —              | —              | —              | 68             | 48             | 9              | —              | 79             | 10             | - ARIA: Oro                                                                                      | The Slow Rush                           |
| "Borderline"                                                                                 | 2019 | 58             | —              | —              | —              | 63             | —              | 17             | 96             | 78             | 3              | - ARIA: 3× Platino - BPI: Platino - RIAA: Platino - RMNZ: 2× Platino - SNEP: Oro                 | The Slow Rush                           |
| "It Might Be Time"                                                                           | 2019 | —              | —              | —              | —              | —              | —              | —              | —              | —              | 8              | - ARIA: Oro                                                                                      | The Slow Rush                           |
| "Posthumous Forgiveness"                                                                     | 2019 | —              | —              | —              | —              | —              | —              | —              | 135            | —              | 8              |                                                                                                  | The Slow Rush                           |
| "Lost in Yesterday"                                                                          | 2020 | 65             | —              | —              | —              | 78             | 80             | —              | 129            | 89             | 5              | - ARIA: Oro - BPI: Plata - RIAA: Oro - RMNZ: Oro                                                 | The Slow Rush                           |
| "Breathe Deeper"                                                                             | 2020 | 55             | —              | —              | —              | 51             | 84             | 9              | 95             | 59             | 2              | - ARIA: Oro - RIAA: Oro                                                                          | The Slow Rush                           |
| "Is It True"                                                                                 | 2020 | —              | —              | —              | —              | —              | —              | —              | —              | —              | 10             | - ARIA: Platino - BPI: Plata - RIAA: Oro - RMNZ: Oro                                             | The Slow Rush                           |
| "No Choice"                                                                                  | 2021 | —              | —              | —              | —              | —              | —              | 30             | —              | —              | 44             |                                                                                                  | The Slow Rush B-Sides and Remixes       |
| "The Boat I Row"                                                                             | 2022 | —              | —              | —              | —              | —              | —              | 22             | —              | —              | 42             |                                                                                                  | The Slow Rush B-Sides and Remixes       |
| "Wings of Time"                                                                              | 2023 | —              | —              | —              | —              | —              | —              | —              | —              | —              | —              |                                                                                                  | Dungeons & Dragons: Honor Among Thieves |
| "No More Lies" (con Thundercat)                                                              | 2023 | —              | —              | —              | —              | —              | —              | 23             | —              | —              | 26             |                                                                                                  | Sin álbum                               |
| "—" denota una grabación que no figuraba en las listas o que no se publicó en ese territorio |      |                |                |                |                |                |                |                |                |                |                |                                                                                                  |                                         |

### Como artista invitado
| "Daffodils" (Mark Ronson ft. Kevin Parker)                                                   | 2015 | —  | —  | —   | —  | —  | —  | —   | —  | — | —   |                       | Uptown Special                                |
| "Only You" (Theophilus London ft. Tame Impala)                                               | 2018 | —  | —  | —   | —  | —  | —  | —   | —  | — | —   |                       | Bebey                                         |
| "Whiplash" (Theophilus London ft. Tame Impala)                                               | 2019 | —  | —  | —   | —  | —  | —  | —   | —  | — | —   |                       | Bebey                                         |
| "Call My Phone Thinking I'm Doing Nothing Better" (The Streets ft. Tame Impala)              | 2020 | —  | —  | —   | —  | —  | —  | —   | —  | — | —   |                       | None of Us Are Getting Out of This Life Alive |
| "Turn Up the Sunshine" (Diana Ross ft. Tame Impala)                                          | 2022 | —  | —  | —   | —  | —  | —  | —   | —  | — | —   |                       | Minions: The Rise of Gru                      |
| "New Gold" (Gorillaz ft. Tame Impala y Bootie Brown)                                         | 2022 | 44 | 83 | —   | 36 | 52 | 2  | 196 | 56 | 4 | 112 | - MC: Oro - RMNZ: Oro | Cracker Island                                |
| "One Night/All Night" (Justice ft. Tame Impala)                                              | 2024 | —  | —  | —   | —  | —  | 27 | —   | —  | — | —   |                       | Hyperdrama                                    |
| "Neverender" (Justice ft. Tame Impala)                                                       | 2024 | —  | —  | 157 | —  | —  | 8  | —   | —  | — | —   |                       | Hyperdrama                                    |
| "—" denota una grabación que no figuraba en las listas o que no se publicó en ese territorio |      |    |    |     |    |    |    |     |    |   |     |                       |                                               |

### Sencillos promocionales
| "Apocalypse Dreams"                                                                          | 2012 | —  | —  |             | Lonerism |
| "Be Above It"                                                                                | 2013 | 48 | 55 |             | Lonerism |
| "Disciples"                                                                                  | 2015 | —  | —  | - RIAA: Oro | Currents |
| "—" denota una grabación que no figuraba en las listas o que no se publicó en ese territorio |      |    |    |             |          |

## Otras canciones
| Título                                                                                       | Año  | Mejor posición | Mejor posición | Mejor posición | Mejor posición | Mejor posición | Mejor posición | Mejor posición | Mejor posición | Mejor posición | Mejor posición | Certificaciones                                        | Álbum                          |
| Título                                                                                       | Año  | AUS            | CAN            | FRA            | IRE            | NZ Hot         | POR            | SWE Heat.      | UK Stream      | US             | US Rock        | Certificaciones                                        | Álbum                          |
| -------------------------------------------------------------------------------------------- | ---- | -------------- | -------------- | -------------- | -------------- | -------------- | -------------- | -------------- | -------------- | -------------- | -------------- | ------------------------------------------------------ | ------------------------------ |
| "Skeleton Tiger"                                                                             | 2008 | —              | —              | —              | —              | —              | —              | —              | —              | —              | —              |                                                        | Tame Impala                    |
| "Half Full Glass of Wine"                                                                    | 2008 | —              | —              | —              | —              | —              | —              | —              | —              | —              | —              | - ARIA: Oro                                            | Tame Impala                    |
| "Nangs"                                                                                      | 2016 | —              | —              | —              | —              | —              | —              | —              | —              | —              | —              | - RIAA: Oro - RMNZ: Oro                                | Currents                       |
| "The Moment"                                                                                 | 2016 | —              | —              | —              | —              | —              | —              | —              | —              | —              | —              | - ARIA: Oro - RIAA: Oro - RMNZ: Oro                    | Currents                       |
| "Yes I'm Changing"                                                                           | 2016 | —              | —              | —              | —              | —              | —              | —              | —              | —              | —              | - ARIA: Oro - RIAA: Oro - RMNZ: Oro                    | Currents                       |
| "Love/Paranoia"                                                                              | 2016 | —              | —              | —              | —              | —              | —              | —              | —              | —              | —              | - RIAA: Oro                                            | Currents                       |
| "New Person, Same Old Mistakes"                                                              | 2016 | —              | —              | —              | —              | —              | —              | —              | —              | —              | 38             | - ARIA: Oro - BPI: Oro - RIAA: Platino - RMNZ: Platino | Currents                       |
| "List of People (To Try and Forget About)"                                                   | 2017 | —              | —              | —              | —              | —              | —              | —              | —              | —              | 39             |                                                        | Currents: Collector's Edition  |
| "Skeletons" (Travis Scott ft. Pharrell Williams, Tame Impala y the Weeknd)                   | 2018 | —              | 42             | 110            | —              | —              | 61             | 12             | 81             | 47             | —              | - RIAA: Platino - MC: 2× Platino - BPI: Plata          | Astroworld                     |
| "One More Year"                                                                              | 2020 | 85             | —              | —              | 65             | 14             | 114            | —              | —              | —              | 7              |                                                        | The Slow Rush                  |
| "Instant Destiny"                                                                            | 2020 | —              | —              | —              | —              | 18             | 151            | —              | —              | —              | 9              |                                                        | The Slow Rush                  |
| "Tomorrow's Dust"                                                                            | 2020 | —              | —              | —              | —              | —              | 195            | —              | —              | —              | 12             |                                                        | The Slow Rush                  |
| "On Track"                                                                                   | 2020 | —              | —              | —              | —              | —              | —              | —              | —              | —              | 13             |                                                        | The Slow Rush                  |
| "Glimmer"                                                                                    | 2020 | —              | —              | —              | —              | —              | —              | —              | —              | —              | 17             |                                                        | The Slow Rush                  |
| "One More Hour"                                                                              | 2020 | —              | —              | —              | —              | —              | —              | —              | —              | —              | 15             | - RIAA: Oro - RMNZ: Oro                                | The Slow Rush                  |
| "Retina Show"                                                                                | 2023 | —              | —              | —              | —              | 23             | —              | —              | —              | —              | —              |                                                        | Lonerism (10 Year Anniversary) |
| "Journey to the Real World"                                                                  | 2023 | —              | —              | —              | —              | —              | —              | —              | —              | —              | 14             |                                                        | Barbie the Album               |
| "Neverender" (Kaytranada remix) (Justice ft. Tame Impala)                                    | 2024 | —              | —              | —              | —              | 33             | —              | —              | —              | —              | —              |                                                        | Neverender (Remixes)           |
| "—" denota una grabación que no figuraba en las listas o que no se publicó en ese territorio |      |                |                |                |                |                |                |                |                |                |                |                                                        |                                |

## Vídeos musicales
| Título                            | Año  | Director(es)                                      |
| --------------------------------- | ---- | ------------------------------------------------- |
| "Half Full Glass of Wine"         | 2008 | Special Problems (Cut Off Your Hands, Mercy Arms) |
| "Solitude Is Bliss"               | 2010 | Megaforce                                         |
| "Lucidity"                        | 2010 | Robert Hales                                      |
| "Expectation"                     | 2011 | Clemens Habicht                                   |
| "Elephant"                        | 2012 | Yoshi Sodeoka                                     |
| "Feels Like We Only Go Backwards" | 2012 | Joe Pelling y Becky Sloan                         |
| "Mind Mischief"                   | 2013 | David Wilson                                      |
| "Cause I’m a Man"                 | 2015 | Nicky Smith                                       |
| "Cause I’m a Man" (Live)          | 2015 | Dan Dipaola y Megan McShane                       |
| "Let It Happen"                   | 2015 | David Wilson                                      |
| "The Less I Know the Better"      | 2015 | Canada                                            |
| "Lost in Yesterday"               | 2020 | Terri Timely (Ian Kibbey y Corey Creasey)         |
| "Is It True"                      | 2020 | [ 65 ]                                            |
| "Breathe Deeper"                  | 2020 | Butt Studio                                       |

## Otras invitaciones
| Título                      | Año  | Otros artistas                              | Álbum                                                     |
| --------------------------- | ---- | ------------------------------------------- | --------------------------------------------------------- |
| "Summer Breaking"           | 2015 | Mark Ronson                                 | Uptown Special                                            |
| "Leaving Los Feliz"         | 2015 | Mark Ronson                                 | Uptown Special                                            |
| "Big City Lights"           | 2008 | Canyons                                     | The Lovemore EP                                           |
| "Dawn"                      | 2010 | Gilbere Forte, Gembala                      | 87 Dreams                                                 |
| "Tonight"                   | 2011 | Canyons                                     | Keep Your Dreams                                          |
| "When I See You Again"      | 2011 | Canyons                                     | Keep Your Dreams                                          |
| "Children of the Moon"      | 2012 | The Flaming Lips                            | The Flaming Lips and Heady Fwends                         |
| "That’s All for Everyone"   | 2012 | Ninguno                                     | Just Tell Me That You Want Me: A Tribute to Fleetwood Mac |
| "Backwards"                 | 2014 | Kendrick Lamar                              | Divergent: Original Motion Picture Soundtrack             |
| "Skeletons"                 | 2018 | Travis Scott, Pharrell Williams, The Weeknd | Astroworld                                                |
| "Journey to the Real World" | 2023 | Ninguno                                     | Barbie the Album                                          |

## Remixes
| Título                      | Año  | Artista(s)           | Álbum                                      |
| --------------------------- | ---- | -------------------- | ------------------------------------------ |
| “Vital Signs” (Cover)       | 2010 | Midnight Juggernauts | The Surplus Maximus EP                     |
| "End of Line" (Remix)       | 2011 | Daft Punk            | Tron: Legacy Reconfigured                  |
| "Waves" (Remix)             | 2016 | Miguel               | Rogue Waves                                |
| "Guilty Conscience" (Remix) | 2020 | 070 Shake            | Sin álbum                                  |
| "To The Island" (Remix)     | 2021 | Crowded House        | Sin álbum                                  |
| "Edge of Reality" (Remix)   | 2022 | Elvis Presley        | Elvis (Original Motion Picture Soundtrack) |

## Composición y producción

### Álbumes
| Álbum                         | Año  | Artista               |
| ----------------------------- | ---- | --------------------- |
| Beard, Wives, Denim           | 2012 | Pond                  |
| Melody’s Echo Chamber         | 2012 | Melody’s Echo Chamber |
| Hobo Rocket                   | 2013 | Pond                  |
| Mink Mussel Manticore         | 2014 | Mink Mussel Creek     |
| Man It Feels Like Space Again | 2015 | Pond                  |
| Koi Child                     | 2016 | Koi Child             |
| The Weather                   | 2017 | Pond                  |
| Tasmania                      | 2019 | Pond                  |
| Unfold                        | 2022 | Melody’s Echo Chamber |
| Radical Optimism              | 2024 | Dua Lipa              |

### Canciones
| Título                              | Año  | Artista(s)     | Álbum                           | Trabajo             |
| ----------------------------------- | ---- | -------------- | ------------------------------- | ------------------- |
| "Aydin"                             | 2013 | Discodeine     | Swimmer                         | Escritor            |
| "Same Ol' Mistakes"                 | 2016 | Rihanna        | Anti                            | Escritor, productor |
| "Perfect Illusion"                  | 2016 | Lady Gaga      | Joanne                          | Escritor, productor |
| "Tomorrow"                          | 2018 | Kali Uchis     | Isolation                       | Escritor, productor |
| "Violent Crimes"                    | 2018 | Kanye West     | Ye                              | Escritor            |
| "Skeletons”                         | 2018 | Travis Scott   | Astroworld                      | Escritor, productor |
| "Find U Again" (ft. Camila Cabello) | 2018 | Mark Ronson    | Late Night Feelings             | Escritor, productor |
| "Repeat After Me (Interlude)"       | 2020 | The Weeknd     | After Hours                     | Escritor, productor |
| "Venice"                            | 2020 | Cruz Patterson |                                 | Escritor, productor |
| "Dive"                              | 2020 | Kid Cudi       | Man on the Moon III: The Chosen | Escritor            |
| "Houdini"                           | 2023 | Dua Lipa       | Radical Optimism                | Escritor, productor |
| "Training Season"                   | 2024 | Dua Lipa       | Radical Optimism                | Escritor, productor |
| "Illusion"                          | 2024 | Dua Lipa       | Radical Optimism                | Escritor, productor |

### Instrumentación y créditos técnicos
| Lanzamiento                     | Año  | Artista               | Información                                                                       |
| ------------------------------- | ---- | --------------------- | --------------------------------------------------------------------------------- |
| Beard, Wives, Denim             | 2012 | Pond                  | Batería y masterización en todas las pistas                                       |
| Melody’s Echo Chamber           | 2012 | Melody’s Echo Chamber | Instrumentación y mezcla                                                          |
| Mink Mussel Manticore           | 2014 | Mink Mussel Creek     | Batería en todas las pistas, masterización y mezcla                               |
| The Cosmic Microwave Background | 2014 | Shiny Joe Ryan        | Masterización                                                                     |
| Uptown’s Special                | 2015 | Mark Ronson           | Batería en “Uptown’s Finale” y “Crack in the Pearl”, coros en “Heavy and Rolling” |
| Wildflower                      | 2016 | The Avalanches        | Batería en “Going Home”                                                           |
| Tasmania                        | 2019 | Pond                  | Batería en “Doctor’s In”                                                          |